# Ralf Krewinkel

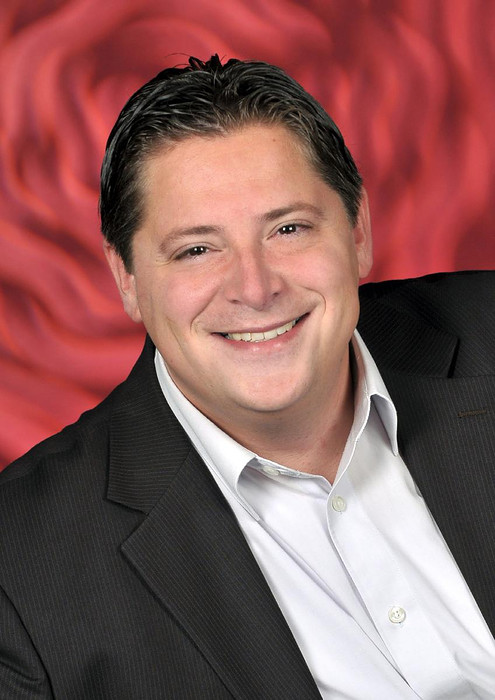
Ralf Krewinkel

Ralf Karel Hubert Krewinkel, född 12 november 1974 i Kerkrade, är en nederländsk politiker i det socialdemokratiska Arbetarpartiet (PvdA). Han var Beeks borgmästare från 2011 till 2015. Sedan 2015 han avgick Heerlens borgmästare.